# Animal (Álvaro Soler)
Animal è un singolo del cantautore spagnolo Álvaro Soler, pubblicato il 3 febbraio 2017 come quinto estratto dal primo album in studio Eterno agosto .

## Video musicale
Il video, girato a L'Avana, è stato pubblicato il 10 febbraio 2017 sul canale Vevo-YouTube del cantante.

## Classifiche
| Classifica (2017) | Posizione massima |
| ----------------- | ----------------- |
| Bulgaria          | 6                 |
| Polonia           | 7                 |
| Ucraina           | 31                |
| Ungheria          | 36                |